# Kusatsu (Shiga)
Kusatsu (jap. 草津市, -shi) ist eine Stadt in der Präfektur Shiga in Japan.

## Geschichte
Kusatsu war während der Edo-Zeit eine Poststation (宿場町 Shukuba-machi) der Tōkaidō und Nakasendō.
Die Mura Kusatsu (草津村) im Kurita-gun (栗太郡) wurde am 1. April 1897 zur Chō Kusatsu (草津町, -chō). Die Ernennung zur Shi erfolgte am 15. Oktober 1954 mit dem Zusammenschluss von Kusatsu und den Mura Oikami (老上村, -mura), Kasamei (笠縫村, -mura), Shizu (志津村, -mura), Tokiwa (常盤村, -mura) und Yamada (山田村, -mura) im Kurita-gun.

## Verkehr
- Straße:
  - Meishin-Autobahn, nach Komaki oder Nishinomiya
  - Nationalstraße 1, nach Tokio oder Osaka
  - Nationalstraße 8
- Zug:
  - JR West Tōkaidō-Hauptlinie (Biwako-Linie), nach Tokio oder Kōbe
  - JR Kusatsu-Linie, nach Iga

## Fabriken
- Matsushita
- Omron

## Bildung
In Kusatsu befindet sich der Biwako-Kusatsu Campus (BKC) der Ritsumeikan-Universität in Kyōto.

## Bildergalerie

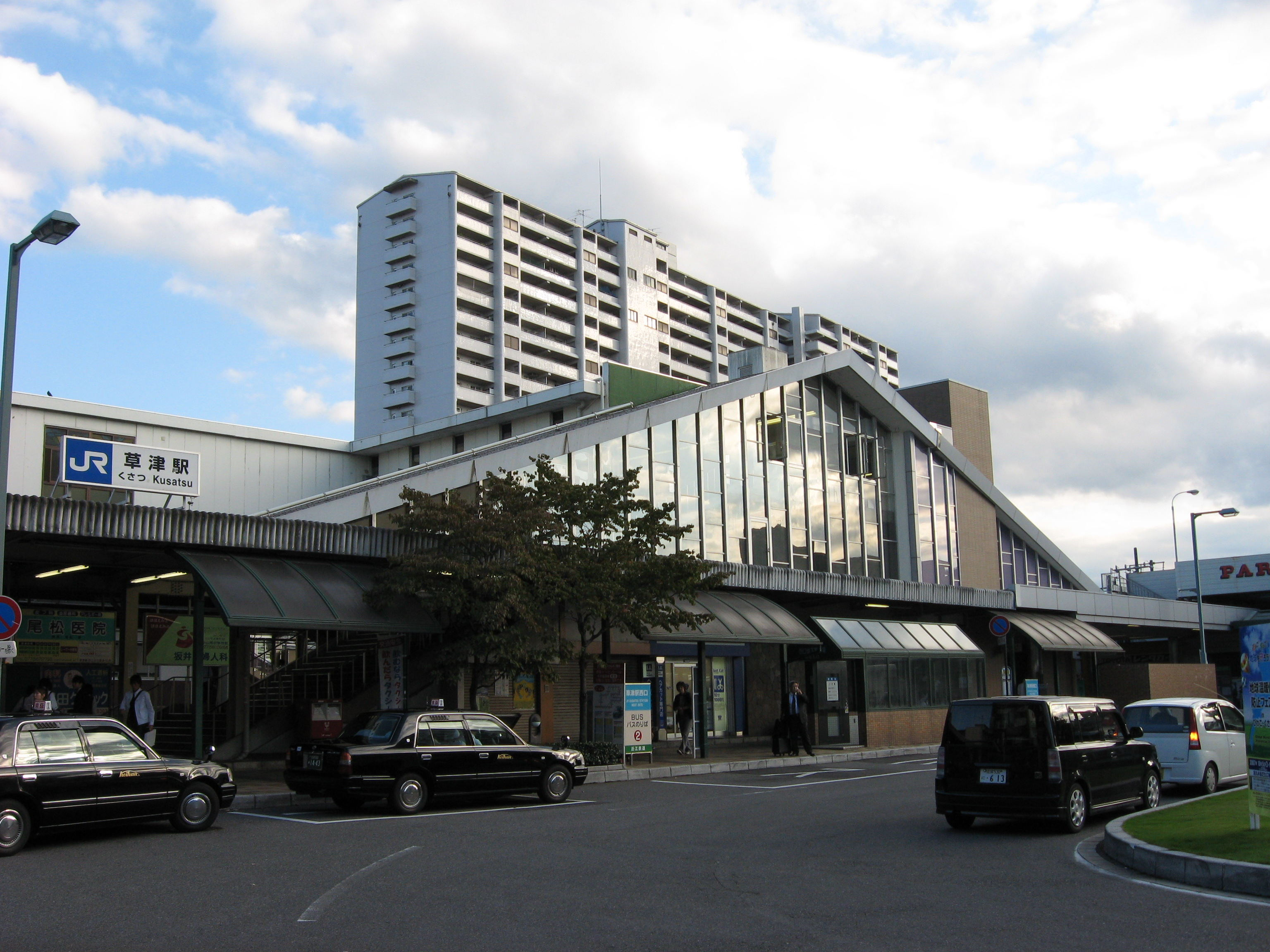
Bahnhof Kusatsu
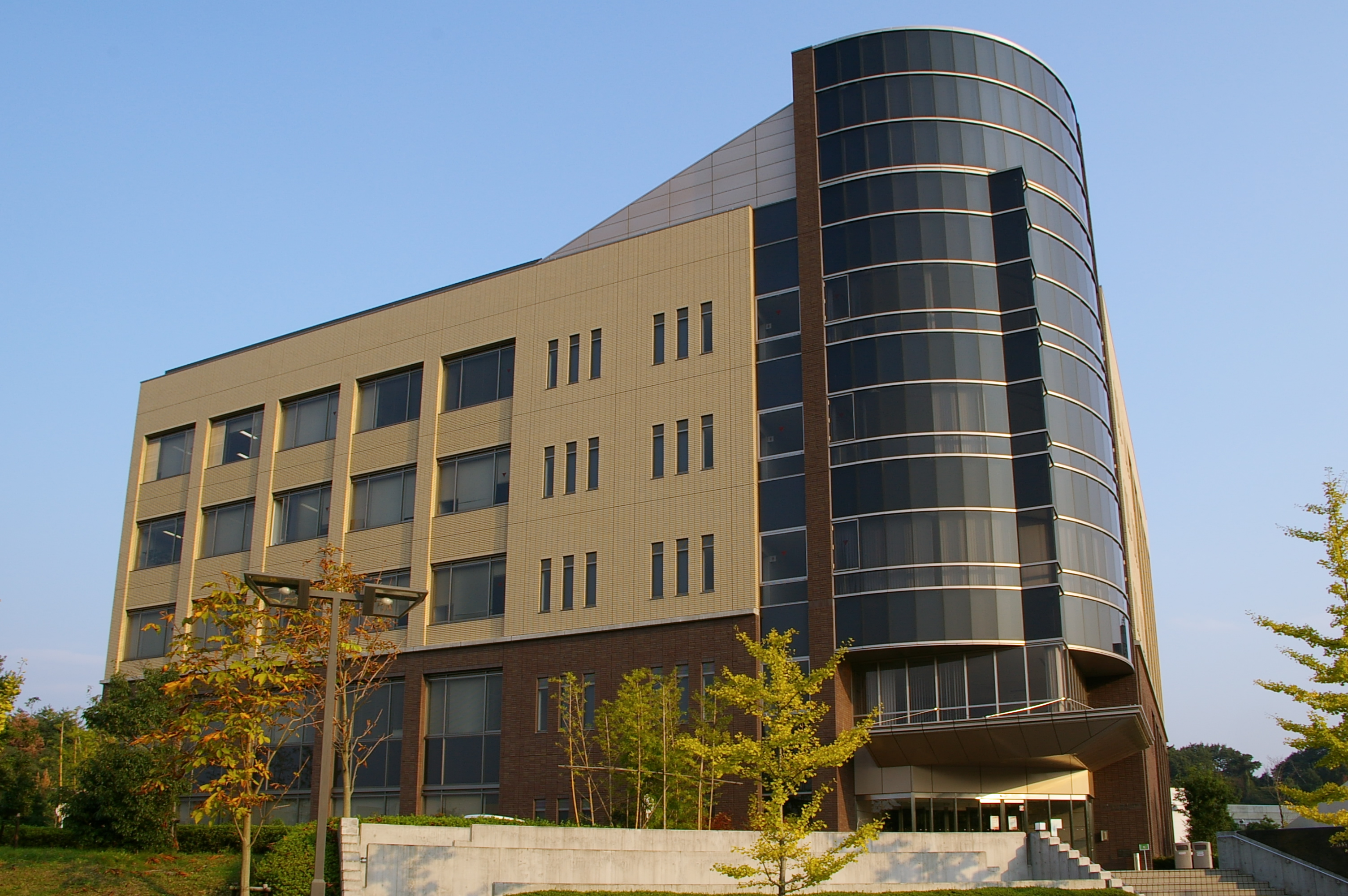
Biwako-Kusatsu Campus
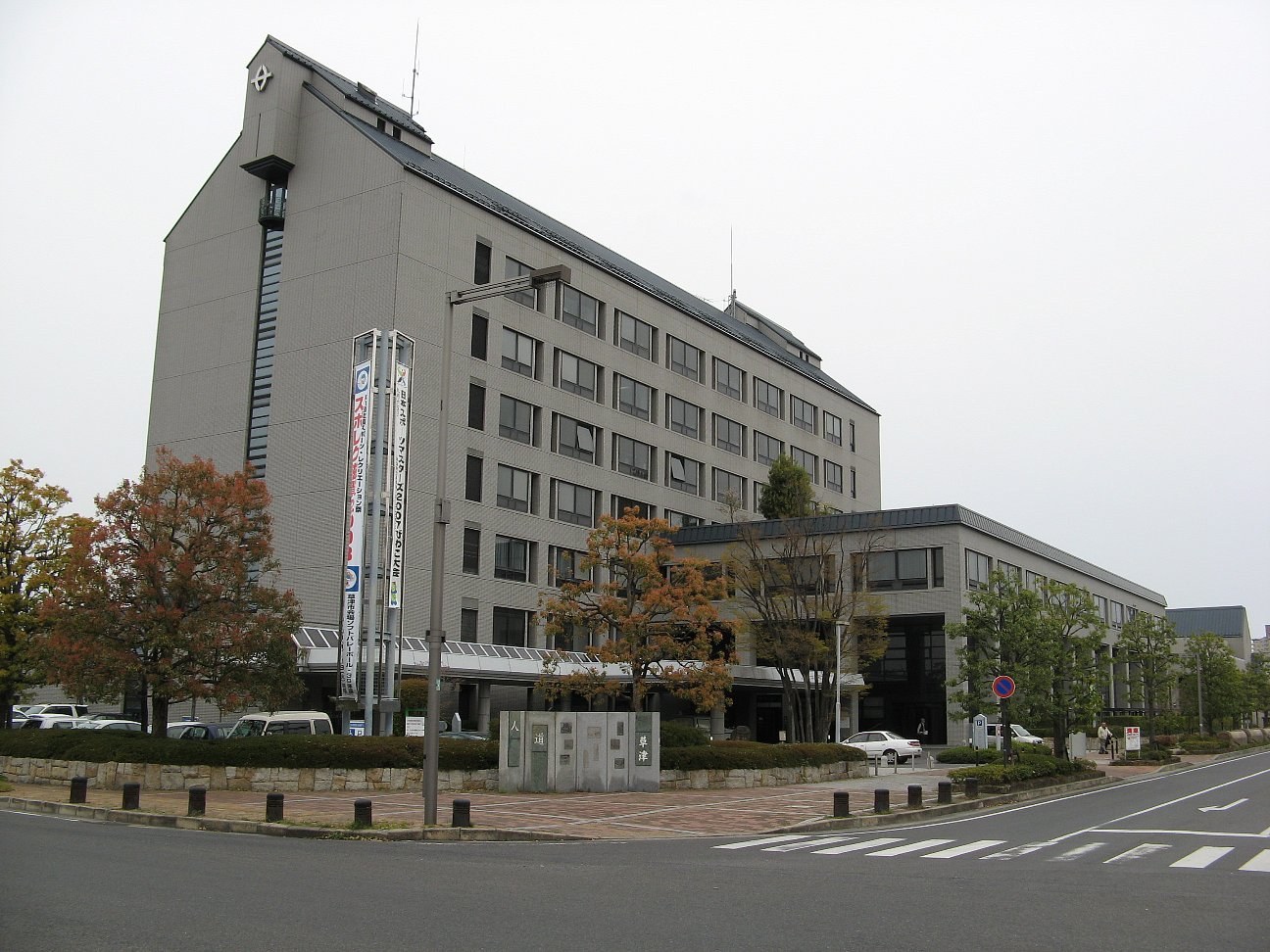
Rathaus von Kusatsu
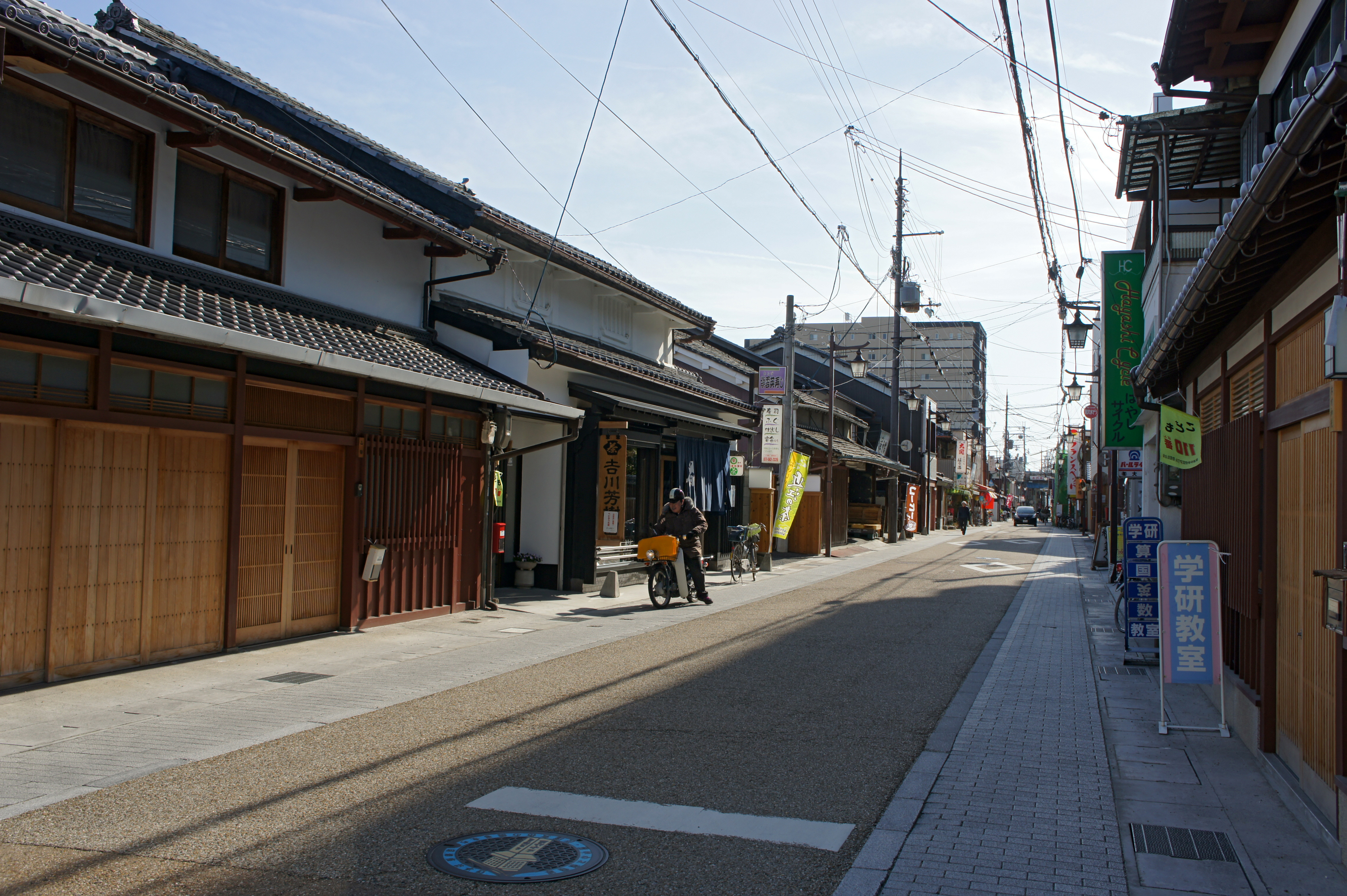
Kusatsu-juku

## Städtepartnerschaften
- Pontiac (Michigan), USA
- Xuhui, Shanghai, VR China

## Angrenzende Städte und Gemeinden
- Ōtsu
- Rittō

## Persönlichkeiten
- Keita Nakano (* 2002), Fußballspieler